# دانباد
دانباد رمزها «DH» (بالإنجليزية: Dhanbad)‏ ، هو تقسيم إداري لدولة الهند تتبع ولاية جهارخاند (بالإنجليزية: Jharkhand)‏ ، مركزها هو مدينة دانباد (بالإنجليزية: Dhanbad)‏ عدد سكانها حسب تعداد سنة 2001 هو 2,394,434 ، مساحتها 2,075 كم² وكثافة السكان 1,154 لكل كم² .

## المناخ
يظهر الجدول التالي التغييرات المناخية على مدار السنة لدانباد:
| البيانات المناخية لـدانباد        | البيانات المناخية لـدانباد | البيانات المناخية لـدانباد | البيانات المناخية لـدانباد | البيانات المناخية لـدانباد | البيانات المناخية لـدانباد | البيانات المناخية لـدانباد | البيانات المناخية لـدانباد | البيانات المناخية لـدانباد | البيانات المناخية لـدانباد | البيانات المناخية لـدانباد | البيانات المناخية لـدانباد | البيانات المناخية لـدانباد | البيانات المناخية لـدانباد |
| الشهر                             | يناير                      | فبراير                     | مارس                       | أبريل                      | مايو                       | يونيو                      | يوليو                      | أغسطس                      | سبتمبر                     | أكتوبر                     | نوفمبر                     | ديسمبر                     | المعدل السنوي              |
| --------------------------------- | -------------------------- | -------------------------- | -------------------------- | -------------------------- | -------------------------- | -------------------------- | -------------------------- | -------------------------- | -------------------------- | -------------------------- | -------------------------- | -------------------------- | -------------------------- |
| متوسط درجة الحرارة الكبرى °م (°ف) | 25 (77)                    | 28 (82)                    | 33 (91)                    | 38 (100)                   | 39 (102)                   | 35 (95)                    | 31 (88)                    | 31 (88)                    | 31 (88)                    | 31 (88)                    | 28 (82)                    | 25 (77)                    | 31 (88)                    |
| متوسط درجة الحرارة الصغرى °م (°ف) | 11 (52)                    | 14 (57)                    | 18 (64)                    | 23 (73)                    | 25 (77)                    | 25 (77)                    | 24 (75)                    | 24 (75)                    | 23 (73)                    | 20 (68)                    | 16 (61)                    | 11 (52)                    | 20 (67)                    |
| الهطول مم (إنش)                   | 17 (0.7)                   | 18 (0.7)                   | 18 (0.7)                   | 22 (0.9)                   | 49 (1.9)                   | 192 (7.6)                  | 342 (13.5)                 | 311 (12.2)                 | 282 (11.1)                 | 105 (4.1)                  | 7 (0.3)                    | 5 (0.2)                    | 1٬368 (53.9)               |
| المصدر: IMD                       |                            |                            |                            |                            |                            |                            |                            |                            |                            |                            |                            |                            |                            |

## أعلام
- شانكار راو
- فيناي باثاك